# Crashdïet
Crashdïet est un groupe suédois de glam metal. Le groupe compte un total de six albums studio, Rest in Sleaze sorti en 2005, The Unattractive Revolution sorti en 2007, Generation Wild sorti en 2010, The Savage Playground sorti en 2013, Rust sorti en 2019 et Automaton sorti en 2022.

## Biographie

### Formation et débuts (2000–2005)
Le groupe est formé à Stockholm en 2000. Avec des influences telles que Guns N' Roses, Mötley Crüe, Skid Row et Hanoi Rocks, Crashdïet (dont le nom du groupe s'écrit Crash Dïet à cette époque) compose 3 démos entre 2000 et 2002. En 2002, le groupe se sépare mais le chanteur Dave Lepard reforme le groupe. En 2004, le groupe signe au label Universal Music, puis prépare l'enregistrement de son premier album studio.

### Rest in Sleazeet suicide de Lepard (2005–2007)

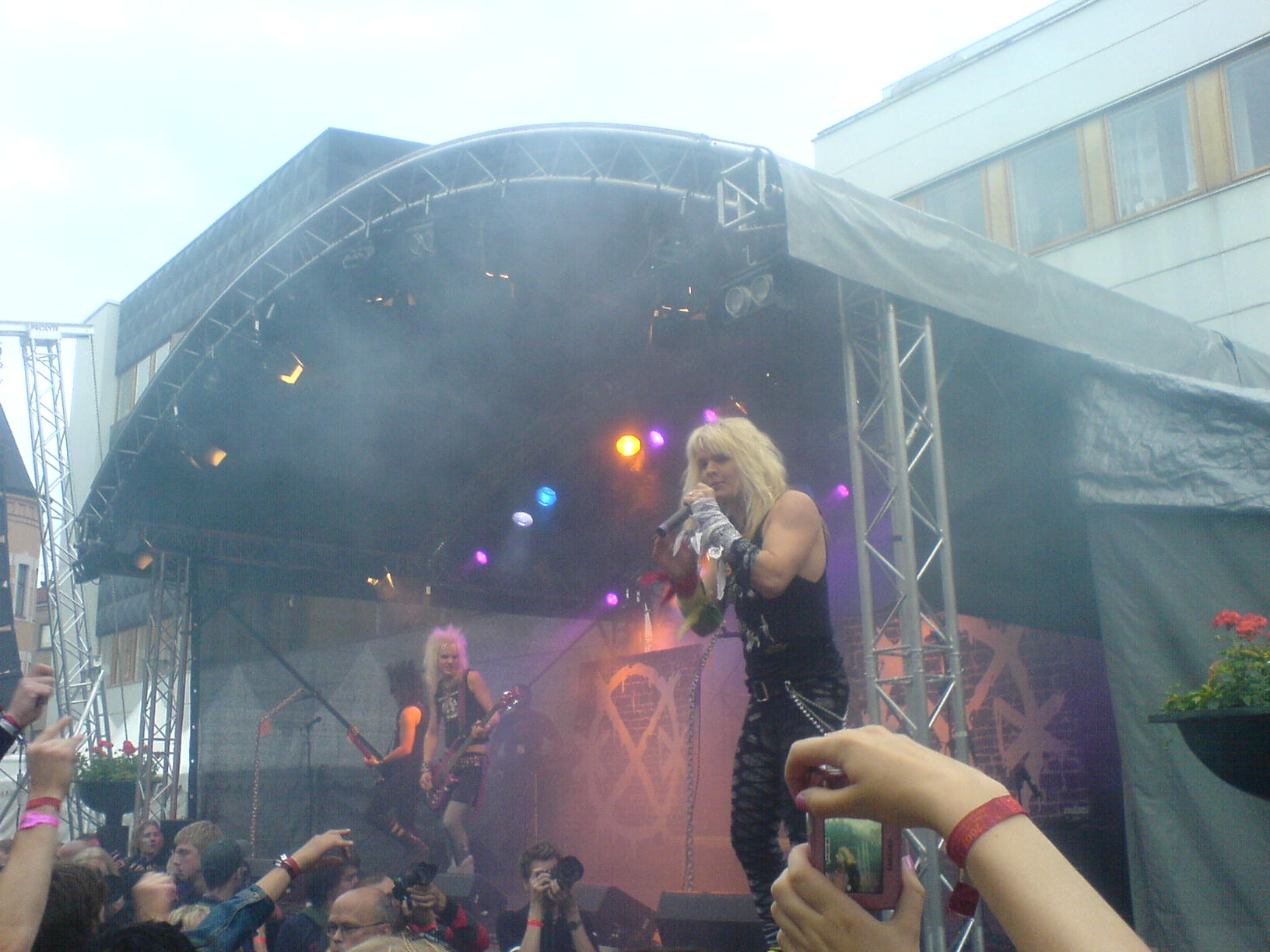
Crashdïet, sur scène au festival Peace and Love en 2007.

Le groupe publie son premier album, Rest in Sleaze, le 20 mai 2005. L'album atteint la 12e place des classements suédois, et comprend les singles Riot in Everyone, Breaking the Chainz, Knokk 'em Down, et It's a Miracle. En soutien à l'album, le groupe se lance en tournée dans tout le pays. L'album et la tournée sont une réussite mais ne permettent pas au groupe de s'exporter hors de la Suède. Le groupe joue aussi au Download Festival au Royaume-Uni, la même année
Le 20 janvier 2006, le chanteur Dave Lepard (seulement 25 ans) met fin à ses jours après une dépression. Après la mort de leur chanteur, le groupe fait cette annonce sur leur site officiel : « On ne va pas en finir comme ça avec Crashdïet [...] » Les trois membres restants décident donc de continuer sans Lepard, et effectuent un dernier concert en hommage à leur membre disparu en février 2006. Quelques mois plus tard, le groupe discute de son avenir et décide de recruter un nouveau chanteur. Le 22 janvier 2007, le groupe dévoile le nom de leur nouveau chanteur, H. Olliver Twisted.
Ils publient officiellement leur premier album live avec Olliver, via leur site web, comme téléchargement gratuit pour les fans. Plus tard, le groupe apprend qu'il travaille sur un nouvel album, The Unattractive Revolution, et un single, In the Raw, pour une sortie prévue le 5 septembre, 2007, en Suède.

### The Unattractive Revolution(2007–2008)
Le 20 septembre 2007, une rumeur circule et l'idée que Twisted quitte le groupe se répandit. Un report dit qu'il aurait envoyé un mail au groupe disant qu'il ne voulait plus continuer l'aventure. Peter London, le bassiste du groupe, dément cette information et le groupe enregistre l'album. The Unattractive Revolution est publié le 3 octobre 2007, propulsé par le single In the Raw qui atteint la 11e place des classements suédois. Le 23 février 2008, le groupe annonce la sortie d'un second single, Falling Rain.

### Generation WildetThe Savage Playground (2008-2013)
Le 13 juillet 2008, est annoncé sur le MySpace du groupe, et sur le site que H. Olliver Twisted est écarté du groupe à cause d'un manque d'investissement. Le 24 février 2009, le groupe lance un concours pour le logo du groupe. Le gagnant du groupe verra son logo apparaitre sur tous les produits du groupe. Le 13 juillet 2009, le groupe annonce l'arrivée d'un nouveau chanteur, Simon Cruz. Une nouvelle démo, Caught in Despair, est mise en téléchargement gratuit. Elle devrait apparaitre sur le prochain enregistrement du groupe.
Le 1er avril 2010, le groupe sort son nouveau clip Generation Wild, et le 14 avril l'album Generation Wild sort. Le 16 juin 2012, le groupe participe au Hellfest, de Clisson, aux côtés d'autres groupes de glam metal, comme Steel Panther.

Le 22 janvier 2013, le groupe sort leur quatrième album studio "The Savage Playground" après avoir présenté le nouveau single  "Cocaine Cowboys".
C'est le deuxième album figurant Simon Cruz en tant que chanteur.
Le 26 février 2015, le groupe annonce sur sa page web et sur les réseaux sociaux que Simon Cruz, alors chanteur dans le groupe, a décidé de quitter Crashdïet pendant leur tournée au Japon sans se justifier,. En mai 2016, le groupe révèle ne pas rechercher de nouveau chanteur pour autant. Ils jouent au Rest In Sleaze Festival de Göta Källare, à Stockholm, le 9 novembre 2016, dix après le décès de Lepard, aux côtés des groupes Sweet Creature, Bulletrain et Niterain. En décembre 2017, Gabriel Keyes est annoncé comme le nouveau chanteur du groupe.

### Rust(2019)
Le 13 septembre 2019, Crashdïet sort Rust, leur nouvel album avec Gabriel Keyes via Frontiers music SRL. L'album est en grande partie enregistré dans le studio du guitariste Martin Sweet puisque c'est ce dernier qui le produira.

### Automaton(2022)
Pendant la pandémie, le groupe compose un grand nombre de chanson. Un des principaux compositeurs du groupe, le batteur Eric Young, qui était très occupé durant la période de conception de Rust, est cette fois-ci libre sur plusieurs semaines afin d'écrire cet album. Il compose notamment l'instrumental de "Dead Crusade". Après avoir sorti le premier single "No Man's Land"  le 19 novembre et le deuxième "Together Whatever" le 4 avril, l'album sort le 29 avril 2022 sous le label Golden Robots Crusader Records.

## Membres

### Membres actuels
- Martin Sweet - guitare (2002-2006, depuis 2007)
- Peter London - basse (2002-2006, depuis 2007)
- Eric Young - batterie (2002-2006, depuis 2007)
- Gabriel Keyes - chant (depuis 2017)

### Anciens membres
- Mary Goore - guitare (2000–2002)
- Tom Bones - batterie (2000–2002)
- Mace Kelly - basse (2000–2002)
- Dave Lepard - chant, guitare rythmique (2000-2002, 2002–2006 ; †)
- H. Olliver Twisted - chant (2007–2008)
- Simon Cruz - chant, guitare rythmique (2009–2015)
- Gabriel Keyes - chant (2017-2024)

## Discographie
- 2005 : Rest in Sleaze
- 2007 : The Unattractive Revolution
- 2010 : Generation Wild
- 2013 : The Savage Playground
- 2019 : Rust
- 2022 : Automaton